# Tutti frutti (album)
Pour les articles homonymes, voir Tutti frutti.
Albums de Les Wampas
Chauds, sales et humides
(1988)
Tutti Frutti est le 1er album du groupe de rock français Les Wampas, paru en 1986. 
Si l'album original ne comprend seulement 7 pistes, une compilation sortie en 1999 y ajoute le 1er single 4 titres (pistes 8 à 11), une partie du live en 1983 à la Fête de l'Humanité (pistes 12 à 16), un morceau de la répétition du live 1983 (piste 17) et un morceau extrait de la compilation Rock House (piste 18).

## Liste des pistes
1. Shalala... (3:36)
2. Marie-Lou (2:58)
3. Une bombe sur Washington (3:02)
4. Héros ! (3:32)
5. Trous (3:21)
6. Ballroom Blitz (3:31)
7. Le ciel était si bleu (0:28)
8. Dracu Bop (1:57) [Bonus 1999]
9. Ma petite amie (1:36) [Bonus 1999]
10. B.M. (2:18) [Bonus 1999]
11. Wampas (1:40) [Bonus 1999]
12. Wampas (live) (1:42) [Bonus 1999]
13. Born (live) (2:24) [Bonus 1999]
14. Dracu Bop (live) (1:34) [Bonus 1999]
15. Ma petite amie (live) (1:53) [Bonus 1999]
16. San Antonio Blues (live) (4:05) [Bonus 1999]
17. Jungle Rock (2:24) [Bonus 1999]
18. Shalala... (3:30) [Bonus 1999]